# Kerkhof van Neufchâtel
Het Kerkhof van Neufchâtel is een gemeentelijke begraafplaats in de Franse gemeente Neufchâtel-Hardelot in het departement Pas-de-Calais. Het kerkhof ligt rond de Église Saint-Pierre in het dorpscentrum van Neufchâtel.
Op het kerkhof bevinden zich verschillende oude grafmonumenten. Vlak bij de kerk staat onder meer een missiekruis dat in 1862 werd opgetrokken.
In de 20ste eeuw werd in de gemeente een nieuwe grotere begraafplaats geopend. Die nieuwe Begraafplaats van Neufchâtel ligt buiten het dorpscentrum, zo'n halve kilometer ten zuidoosten van de kerk en het oude kerkhof. 

## Britse oorlosgraven
Op het kerkhof liggen 23 Britse oorlogsgraven uit de Eerste Wereldoorlog. Daarvan zijn er 19 Britten, 2 Canadezen en 2 Australiërs. Ze overleden allemaal in het 25th General Hospital in Hardelot.
De grafzerken wijken door hun roodbruine kleur af van de gebruikelijke zerken in witte Portlandsteen. De graven worden onderhouden door de Commonwealth War Graves Commission en zijn daar geregistreerd als Neufchatel-Hardelot (Neufchatel) Churchyard.
In de dichtbijgelegen gemeentelijke begraafplaats worden slachtoffers uit de Tweede Wereldoorlog herdacht.